# Adenia ellenbeckii
Adenia ellenbeckii är en passionsblomsväxtart som beskrevs av Hermann August Theodor Harms. Adenia ellenbeckii ingår i släktet Adenia och familjen passionsblomsväxter. Inga underarter finns listade i Catalogue of Life.